# Zvi Zamoscz
Zvi Zamoscz, auch Hirschel Benjamin Samoscz, Hirsch Samotsch oder Zevi Hirsch b. Benjamin Baschko (geboren 1740 in Zamość, Königreich Polen; gestorben am 21. September 1807 in Altona/Elbe), Dänemark war ein Rabbiner, Kabbalist und Lehrer.

## Leben und Wirken
Zvi Zamoscz war ein Sohn von Benjamin-Baschko b. Jakob Ludmir, der als reich und gebildet galt und dessen Bruder und Vater in Krakau als Oberrabbiner wirkten. Nach einem Besuch der Jeschiwa in seiner Geburtsstadt ehelichte er 1758 Sara Rachel (1752–1830), deren Vater Josef Rabbiner war. 1766 übernahm er eine Stelle als Dayan in Tyszowce (Tischwitz) und wechselte 1770 als Rabbiner nach Osoblaha (Hotzenplotz), Österreichisch-Schlesien. Danach arbeitete er in Zülz, Oberschlesien (damals preußisch), und ab 1773 in Brody, Galizien (damals Österreich-Ungarn). Hier schrieb er mit Ezechiel Landau die Schmähschriften Erzwungener Scheidebrief und Boten in einer nicht statthaften Sache. Ab 1796 leitete er das Oberrabbinat in Glogau, wo er eine wichtige Yeshiva gründete.
1799 stellte sich Zamoscz erfolglos der Wahl als Oberrabbiner der Dreigemeinde Altona-Hamburg-Wandsbek. Drei Jahre später kandidierte er erneut erfolgreich und leitete darüber hinaus eine wichtige Yeshiva in Hamburg. 1804 forderte er von der Stadt, die um drei Tage verlängerte Begräbnisfrist wieder abzuschaffen, da somit die sieben Tage währende, nach der Bestattung einsetzende „große Trauer“ wenigstens drei Tage länger dauern würde. Zusammen mit Akiba Eger und Abraham Tiktin schrieb er Abhandlungen zum Talmud und verfasste viele Responsen, die in Werken anderer Rabbiner zitiert wurden. Außerdem erstellte er viele Werke, die ungedruckt blieben. Er war der letzte Oberrabbiner der Dreigemeinde.
Nach seinem Tod 1807 besetzte die jüdische Gemeinde das Oberrabbinat, das Napoleon 1812 auflöste, nicht neu. Zamoscz erhielt ein Epitaph. Seine Ehefrau starb ebenfalls in Altona. Der gemeinsame Sohn Moses übernahm ein Rabbinat in Tomaszow, der Sohn Judah Loeb ein Rabbinat in Komarno. Eine Tochter heiratete den Zülzer Rabbiner Elieser Lippmann.
Zvi Zamoscz wurde auf dem Jüdischen Friedhof in der Königsstraße bei seiner Frau beigesetzt. Auf seinem Grabstein stand:
„Hier ist begraben unser Herr, unser Lehrer, unser Rabbiner, der Raban der ganzen Diaspora, der große und berühmte Raw und Gaon, zugleich ein ‚Charif‘ und ein ‚Baqi‘ war, ein Chassid, Kabbalist und heiliger Gottesmann, der Weise und Demütige, eine Leuchte, ein Fürst und ein Richter, der als Leiter einer Jeschiwa die Tora lagern ließ in Israel, viele noch unveröffentlichte Schriften über Talmud, Kodizes und Bibel sowie Responsen verfaßte und die Augen der Diapora erleuchtete, daß er nicht vor noch nach ihm seinesgleichen hatte noch haben wird.“

## Schriften
- Nahalath Zivhē Sevī. Kommentar zu Jakob Weil: Sh'chitot u-W'dikot („Schächtung und Untersuchung“ Erstausgabe Prag 1549), Frankfurt am Main 1784.
- Tif’äräth Sevī. Responsen, Band I: hrsg. von seinem Sohn Moses, Warschau 1807-1811, Band II: hrsg. von Issaschar Meisels, Józefow 1867.
- Gedenkrede über Raphael Cohen. In: Elieser Katzenellenbogen: ZächärSaddīq. Altona 1805.
- Responsen im Anhang zu: Samuel b. Moses Pinchas [Falkenfeld]: BēthŠemū’el’Aharōn. Nowidwor 1806.
- Responsen in: M. S. Kohn: Bigdē Kehunnāh.
- Halachische Korrespondenz mit Ezechiel Landau in dessen: Nōdā‘ bĪhūdāh.
- Halachische Korrespendenz mit Akiba Eger, in dessen Responsen, I, Nr. 105.
- Sechsunddreißig Approbationen, siehe Leopold Löwenstein: Mafteah ha-haskāmōth. Index Approbationum. Frankfurt am Main 1923; Nachdruck Hildesheim und New York 2003.